# Julieta Kirkwood
María Julieta Eliana Kirkwood Bañados (Santiago, 5 de abril de 1936-Santiago 8 de abril de 1985) fue una socióloga, politóloga, teórica, catedrática y activista feminista chilena, considerada una de las fundadoras e impulsoras del movimiento feminista de Chile en la década de 1980 y precursora de los estudios de género en su país.

## Biografía
Hija de Johnny Kirkwood y Julieta Bañados, perteneció a la primera generación de mujeres en contar con amplio acceso a la educación secundaria en Chile. Obtuvo el grado en sociología y ciencias políticas por la Universidad de Chile, donde además vivió los movimientos estudiantiles y sociales influidos por la revolución de Mayo del 68 de Francia, como la Unidad Popular y la Revolución en Libertad.
Consideraba que la práctica democrática era irrealizable sin la participación de la mujer afirmando que «no hay democracia sin feminismo».
En 1972 se integró como docente e investigadora en la Facultad Latinoamericana de Ciencias Sociales (FLACSO), donde inició su trabajo intelectual junto a Enzo Faletto. Durante este periodo publicó algunos de los trabajos más importantes, y que constituyen un referente teórico e histórico dentro del pensamiento feminista de Chile y América Latina, entre los que se encuentran Ser política en Chile: las feministas y los partidos, Tejiendo rebeldías y Feminarios. Además, colaboró en la revista Furia y el Boletín del Círculo de Estudios de la Mujer.

### Refundación del movimiento feminista chileno
Durante la primera mitad del siglo XX las organizaciones feministas conectadas con la lucha sufragista decayeron según algunos análisis a causa de la subordinación a los intereses de los partidos políticos. Kirkwood apostó por la refundación del movimiento feminista chileno apoyado en el discurso académico.
En su trabajo teórico pueden observarse propuestas asociadas al ámbito de los estudios de género pero desde una óptica feminista cercana al activismo, con una crítica hacia el discurso conservador del feminismo y una mirada intercultural a la cultura latinoamericana.
Como activista, participó en varias organizaciones en pro de los derechos de la mujer, entre ellas el Círculo de Estudios de la Mujer que posteriormente se convirtió en La Morada y en el Centro de Estudios de la Mujer (CEM) y participó en movimientos sociales feministas como el MEMCh 83 y el Departamento Femenino de la Coordinadora Nacional Sindical. En 1983 fue una de las fundadoras del Movimiento Feminista de oposición a la dictadura de Augusto Pinochet donde la consigna fue «Democracia en el país, en la casa y en la cama», frase que promovió junto a Margarita Pisano. También contribuyó en el ámbito educativo denunciando el autoritarismo y la falta de neutralidad tanto en la enseñanza como en el acceso al conocimiento científico.
Julieta Kirkwood murió en 1985,  a los 49 años, víctima de un cáncer.

## Publicaciones
- Chile: la mujer en la formulación política (Santiago: FLACSO, 1981).
- Feminarios (Santiago: Documentas, 1987).
- El feminismo como negación del autoritarismo (Santiago: FLACSO, 1983).
- Feminismo y participación política en Chile (Santiago: FLACSO, 1982).
- Feministas y políticas (Santiago: FLACSO, 1984).
- Los nudos de la sabiduría feminista (Santiago: FLACSO, 1984).
- La política del feminismo en Chile (Santiago: FLACSO, 1983).
- Ser política en Chile: las feministas y los partidos (Santiago: LOM Ediciones, 1982, 1986 y 2010).
- Ser política en Chile: los nudos de la sabiduría feminista (Santiago: Cuarto Propio, 1990).
- Tejiendo rebeldías: escritos feministas de Julieta Kirkwood (Santiago: CEM, 1987).
- Preguntas que hicieron movimiento. Escritos feministas, 1979-1985 (Santiago: Banda Propia, 2021).